# Elaeocarpus carolinensis
Elaeocarpus carolinensis là một loài thực vật có hoa trong họ Côm. Loài này được Koidz. mô tả khoa học đầu tiên năm 1916.